# Centroclisis aostae
Centroclisis aostae is een insect uit de familie van de mierenleeuwen (Myrmeleontidae), die tot de orde netvleugeligen (Neuroptera) behoort. 
Centroclisis aostae is voor het eerst wetenschappelijk beschreven door Navás in 1914.